# Liste des monuments historiques nationaux de la province de San Luis
Cet article recense les monuments historiques de la province de San Luis, en Argentine.
| Monument                                | Commune                        | Adresse | Coordonnées                        | Loi              | Notice | Catégorie           | Date | Illustration                      |
| --------------------------------------- | ------------------------------ | --- | ---------------------------------- | ---------------- | ------ | ------------------- | ---- | --------------------------------- |
| Aguada de Pueyrredón                    |                                | | à géolocaliser                     | Décret no 107512 | 862    | Lieu historique     |      | Image manquante Téléverser        |
| Camp de las Chacras                     | Juana Koslay                   | | à géolocaliser                     | Décret no 107512 | 863    | Lieu historique     |      | Image manquante Téléverser        |
| Chapelle du rosaire de Piedra Blanca    | Merlo                          | España esq Francisco Becerra                                                                                           | à géolocaliser                     | Décret no 2335   | 864    | Monument historique |      | Image manquante Téléverser        |
| Église de San José del Morro            | Pedernera                      | Calles Pedernera y Lafinur del Poblado de San José del Morro sobre la ruta Nacional n°148 a 96 km de la ciudad capital | à géolocaliser                     | Décret no 1456   | 865    | Monument historique |      | Image manquante Téléverser        |
| École de San Francisco del Monte de Oro | San Francisco del Monte de Oro | Nicolás di Gennaro S/N                                                                                                 | à géolocaliser                     | Décret no 107512 | 866    | Monument historique |      | Image manquante Téléverser        |
| Cabildo de San Luis                     | San Luis                       | | à géolocaliser                     | Décret no 1456   | 867    | Lieu historique     |      | Cabildo de San Luis               |
| Cathédrale de San Luis                  | San Luis                       | Rivadavia 740 | 33° 18′ 08″ sud, 66° 20′ 08″ ouest | Décret no 30     | 868    | Lieu historique     | 1975 | Cathédrale de San Luis            |
| Tombe du colonel Juan Pascual Pringles  | San Luis                       | Cathédrale de San Luis                                                                                                 | 33° 18′ 08″ sud, 66° 20′ 08″ ouest | Décret no 1399   | 869    | Tombe               |      | Image manquante Téléverser        |
| Couvent Saint-Dominique                 | San Luis                       | | 33° 18′ 29″ sud, 66° 20′ 07″ ouest | Décret no 1456   | 870    | Lieu historique     |      | Image manquante Téléverser        |
| Tombeau de Juan Esteban Pedernera       | Villa Mercedes                 | Plaza Pedernera | 33° 41′ 17″ sud, 65° 28′ 00″ ouest | Décret no 8435   | 871    | Tombe               |      | Tombeau de Juan Esteban Pedernera |